# Abraham Zaleznik
Abraham Zaleznik (1924-2011) a été professeur de 1960 à 2000 de comportement organisationnel américain et auteur de 16 livres.
Il est l'auteur d'un article  dans la Harvard Business Review, comparant et opposant les managers et les leaders, Managers and Leaders: Are They Different ?

## Publications
- The Dynamics of Interpersonnal Behavior, John Wiley & Sons, 1964.
- Human Dilemmas of Leadership, Harper & Row, 1966.
- « Managers and Leaders: Are They Different ? », Harvard Business Review, mai-juin 1977.
- The Managerial Mystique: Restoring Leadership in Business, Harper & Row, 1989.
- Learning Leadership: Cases and Commentaries on Abuses of Power in Organizations, Bonus Books, 1993.
- Hedgehogs and Foxes : Character, Leadership, and Command in Organizations, Palgrave Macmillan, 2008.
- Executive's guide to understanding people: How Freudian Theory can turn Good Executives into Better Leaders, Palgrave Macmillan, 2009.